# Ле Гак, Дидье
Дидье Ле Гак (фр. Didier Le Gac) — французский политик, депутат Национального собрания Франции.

## Биография
Родился 19 июля 1954 года в Кастре (департамент Тарн). Окончил Университет Западной Бретани в Бресте, в 1986 году получил лицензию на управление бизнесом, с 1988 по 1996 годы работал директором агентства в банковской сфере. В 1996 году получил DESS в области управления малым и средним бизнесом, до 2008 года работал директором группы депозитных агентств. С 2008 года он является советником по профессиональной адаптации и обучению в AFPA (Ассоциация профессионального переобучения для взрослых) и GRETA (Организация непрерывного образования).
С 1995 по 2016 годы Дидье Ле Гак был членом Социалистической партии, вице-президентом группы UESR 29 (Ассоциация избранных социалистов и республиканцев департамента Финистер). В марте 2001 года был избран мэром коммуны Ламполь-Плуарзель, затем дважды, в 2008 и 2014 годах, переизбирался на этот пост. В 2008 году был избран в Генеральный совет департамента Финистер от кантона Сен-Ренан. С 2009 по 2015 годы был президентом Службы ведомственной пожарной охраны и спасения департамента Финистер. В 2007 году был заместителем проигравшего кандидата левых на выборах в Национальное собрание по 3-му избирательному округу департамента Финистер.
В марте 2015 года Дидье Ле Гак в паре с Элиан Палье был избран в Совет департамента Финистер от кантона Сен-Ренан; стал вице-президентом Совета по вопросам транспорта и территориальной нагрузки.
В 2016 году примкнул к движению «Вперёд!» Эмманюэля Макрона. На выборах в Национальное собрание в 2017 году стал кандидатом президентского большинства по 3-му избирательному округу департамента Финистер и был избран депутатом Национального собрания, получив 60,69 % голосов во 2-м туре. После избрания ушел в отставку с поста мэра Ламполь-Плуарзеля и вышел из Совета департамента Финистер.
В Национальном собрании Дидье Ле Гак являлся членом Комиссии по национальной обороне и вооруженным силам. В 2019 году был содокладчиком информационной миссии по оценке новой карты регионов, созданной в 2015 году. 12 февраля 2020 года на заседании Комиссии по национальной обороне и вооруженным силам был назначен докладчиком по бюджету Национального военно-морского флота.
На выборах в Национальное собрание в 2022 году Дидье Ле Га вновь баллотировался в третьем округе департамента Финистер от президентского большинства и сохранил мандат депутата, получив во втором туре 57,9 % голосов. В новом составе Национального собрания вошел в состав Комиссии по социальным вопросам.

## Занимаемые должности
03.2008 — 09.2017 — мэр коммуны Ламполь-Плуарзель 

18.03.2008 — 22.03.2015 — член Генерального совета департамента Финистер от кантона Сен-Ренан 

25.03.2008 — 09.2017 — член Совета департамента Финистер от кантона Сен-Ренан 

с 21.06.2017 — депутат Национального собрания Франции от 3-го избирательного округа департамента Финистер